# (145453) 2005 RR43
(145453) 2005 RR43 (designación provisional 2005 RR43) es un objeto transneptuniano que se estima que tiene unos 250 km de diámetro. Fue descubierto el 9 de septiembre de 2005 por Andrew Becker, Andrew Puckett y Jeremy Kubica en el Observatorio Apache Point en Sunspot, Nuevo México.

## Origen
Basándose en su patrón común de absorciones de hielo en el infrarrojo, el espectro visible neutro, y la agrupación de sus elementos orbitales, los otros KBOs (24835) 1995 SM55, (19308) 1996 TO66, (55636) 2002 TX300 y (120178) 2003 OP32 parecen ser fragmentos de colisión desprendidos del planeta enano Haumea.

## Superficie
La superficie está cubierta de hielo, como lo demuestra la absorción profunda a 1.5 y 2 μm en el espectro infrarrojo y su color neutro (es decir, no rojo). Los modelos de dispersión revelan que el hielo de agua observado es, al menos en una fracción significativa, cristalino, y los compuestos orgánicos detectados en la superficie de muchos objetos transneptunianos están completamente ausentes. Estas características físicas y orbitales comunes con Haumea llevaron a sugerir que (145453) 2005 RR43 pertenece a la familia de Haumea. El objeto, junto con otros miembros de la familia ((19308) 1996 TO66, (24835) 1995 SM55, (55636) 2002 TX300 y (120178) 2003 OP32), se crearía a partir del manto de hielo expulsado del proto-Haumea como resultado de una colisión con otro cuerpo grande (alrededor de 1,660 km).